# هاري رايموند
هاري رايموند (بالإنجليزية: Harry Raymond)‏ هو لاعب كرة قاعدة أمريكي، ولد في 20 فبراير 1862 في أوتيكا في الولايات المتحدة، وتوفي في 21 مارس 1925 في سان دييغو في الولايات المتحدة.

## وصلات خارجية
- هاري رايموند على موقعبيزبول رفرنس.كوم (الدوري الرئيسي) (الإنجليزية)
- هاري رايموند على موقعبيزبول رفرنس.كوم (الدوري الثانوي) (الإنجليزية)